# Hechtia caerulea
Espèce
Classification phylogénétique
Hechtia caerulea est une espèce de plantes de la famille des Bromeliaceae, endémique du Mexique.